# Chiesa di San Giorgio (Valperga)
La chiesa di San Giorgio è una chiesa cattolica in stile romanico costruita nelle vicinanze del castello di Valperga in Canavese.

## Storia
Il più antico documento riguardante la chiesa risale al 1150; risulta che venisse adibita a cappella del vicino castello e contemporaneamente parrocchiale del borgo.
I conti di Valperga si occupavano di abbellirla per renderla testimonianza del loro potere; fu così che nel corso dei secoli vi lavorarono pittori di alto livello, come Giovanni di Pietro de Scotis di Piacenza, attivo in Canavese verso la metà del XV secolo. A quei tempi la chiesa era completamente decorata esternamente da affreschi e rilievi in ceramiche provenienti dalla vicina Castellamonte.
Nel XVII secolo la chiesa venne ampliata due volte e nel secolo successivo fu modificata la facciata.
La popolazione non gradiva che la chiesa parrocchiale fosse lontana dal centro abitato e proprietà del conte; fu solo nel 1803 che la sede parrocchiale venne trasferita in paese.
I proprietari, che non curavano più la manutenzione, vennero dichiarati decaduti dal giuspatronato nel 1926 e i lavori di restauro si svolsero tra il 1937 e il 1939.
Dagli anni novanta la chiesa è gestita dall'Associazione Amici di San Giorgio.

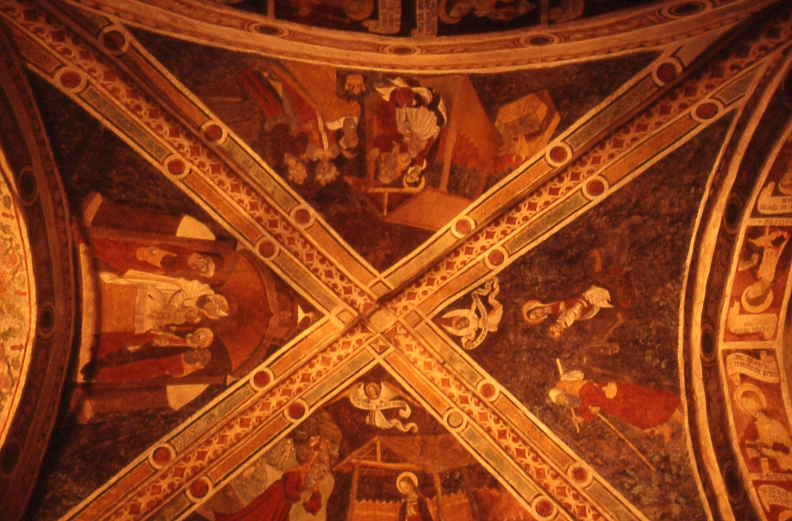
gli affreschi sulla volta

## Arte
Della chiesa primitiva rimangono una acquasantiera in pietra di Pont, parti della muratura nei pressi dell'abside e il campanile a bifore romaniche. La sacrestia minore, l'abside e parte delle due navate adiacenti fanno parte della chiesa trecentesca. Nel quattrocento la chiesa venne nuovamente ampliata e completamente coperta di affreschi all'interno come all'esterno. A tale periodo risale il grande affresco La passione di Cristo, opera di Giovanni di Pietro de Scotis.